# К введению в нарциссизм
«К введению в нарциссизм» (нем. Zur Einführung des Narzißmus) — эссе 1914 года Зигмунда Фрейда, основателя психоанализа.
В работе Фрейд резюмирует свои предыдущие размышления о нарциссизме и рассматривает его место в половом развитии. Кроме того, он затрагивает более глубокие проблемы отношений между эго и внешними объектами. Автор также кратко рассматривает свои разногласия с Карлом Юнгом и Альфредом Адлером. Одним из мотивов написания эссе было, вероятно, стремление показать, что концепция нарциссизма предлагает альтернативу несексуальному «либидо» Юнга и «мужскому протесту» Адлера.